# Erebia inocellata
Erebia inocellata är en fjärilsart som beskrevs av Richard Owen 1952. Erebia inocellata ingår i släktet Erebia och familjen praktfjärilar. Inga underarter finns listade i Catalogue of Life.